# Antidepressivo

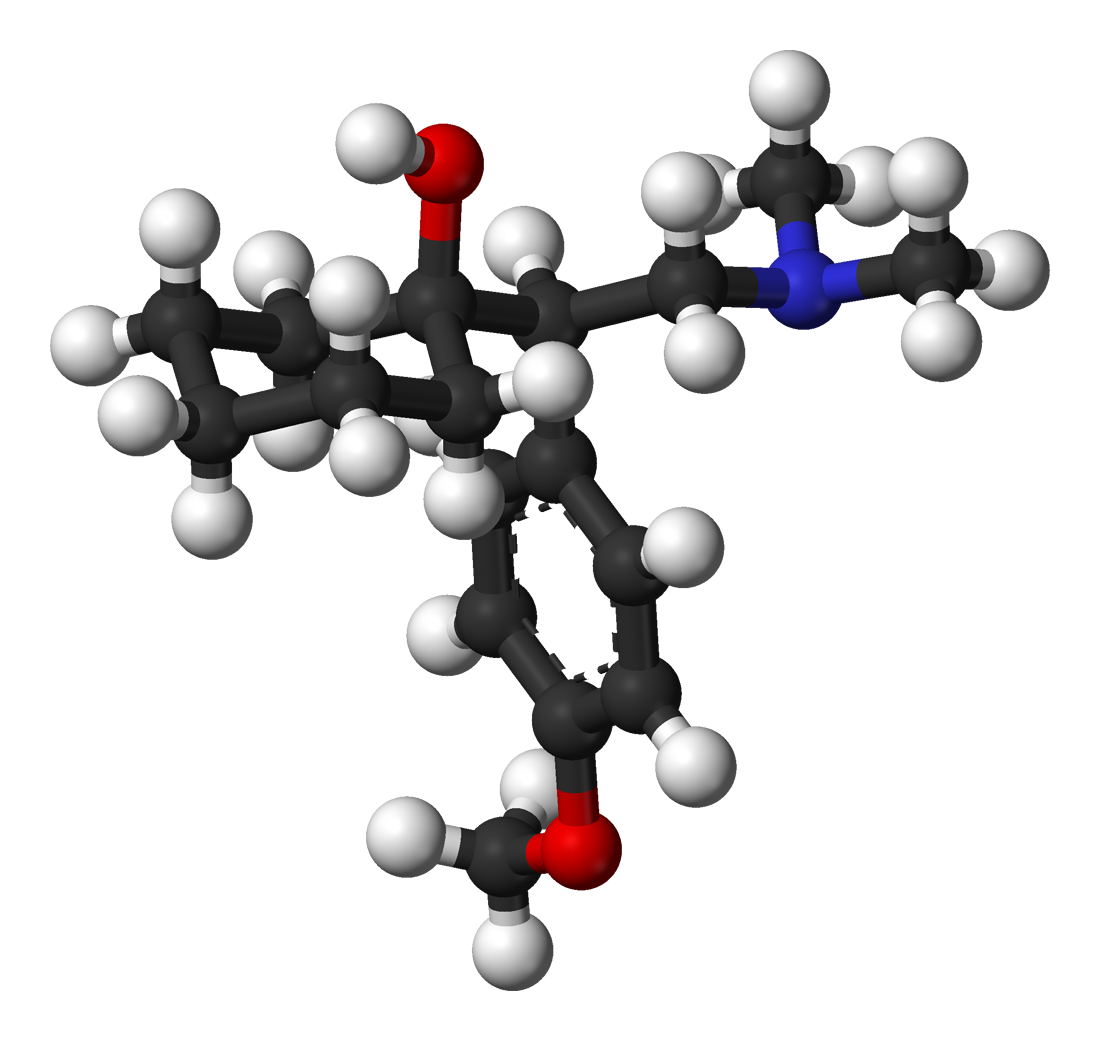
La struttura chimica della venlafaxina (Efexor), un antidepressivo SNRI.

Gli antidepressivi sono una eterogenea classe di farmaci, appartenenti alla categoria degli psicofarmaci, utilizzati nel trattamento di diverse patologie psichiatriche come i disturbi depressivi (depressione maggiore, distimia), i disturbi d'ansia e dell'umore ma anche condizioni non prettamente psichiatriche.
I farmaci più comunemente associati a questa categoria sono gli inibitori della monoammino ossidasi (IMAO), gli antidepressivi triciclici (TCA), gli inibitori selettivi della ricaptazione della serotonina (SSRI) e della serotonina-noradrenalina (SNRI), gli antidepressivi atipici (o di seconda e terza generazione). La loro efficacia, meccanismo di azione ed effetti collaterali sono continuo oggetto di approfondimento e ne fanno una delle classi di farmaci maggiormente studiate.

## Storia
Nei primi anni cinquanta furono scoperte casualmente le proprietà euforizzanti dell'iproniazide, un farmaco che allora veniva utilizzato nella terapia della tubercolosi: un fotografo dell’Associated Press pubblicò una foto di un sanatorio di New York dove venivano riprese pazienti sorridenti mentre danzavano scherzose; i medici notarono che tali miglioramenti di umore non potevano essere ascritti soltanto al miglioramento clinico per cui cominciarono a sperimentare tale farmaco nei pazienti depressi. Dall'iproniazide derivò la prima classe di antidepressivi, gli inibitori delle monoammino ossidasi (IMAO).
Prima di allora la cura della depressione aveva a disposizione poche armi nel suo arsenale. I casi venivano trattati con la terapia elettroconvulsivante che con le tecniche dell'epoca era però molto dolorosa per il paziente, gli stimolanti amfetaminici che però spesso determinavano un'attivazione e stimolazione del paziente piuttosto che effetti antidepressivi, e altri composti come la reserpina che però aveva pesanti effetti collaterali. Nei secoli precedenti, gli stati d'animo negativi erano trattati con prodotti di derivazione vegetale come l’erba di San Giovanni, il kratom nel Sud-Est asiatico, l'oppio o le bevande alcoliche.
Pochi anni dopo vennero riconosciute all'imipramina, che era sperimentata come antipsicotico, proprietà antidepressive. Proprio dall'imipramina nacque la seconda grande classe di antidepressivi, i triciclici (TCA), così chiamati per la loro struttura molecolare e che dominarono il mercato negli anni 1960-1980. A tutt'oggi sono utilizzati a volte come trattamento di seconda linea.
Con l'intento di sintetizzare composti che conservassero il meccanismo d'azione terapeutico degli antidepressivi triciclici ma con minori effetti collaterali furono approvati a partire dagli anni ottanta fino a primi anni duemila gli inibitori della ricaptazione della serotonina (SSRI) e della serotonina-noradrenalina (SNRI) che ad oggi sono le classi di antidepressivi che dominano il mercato.
Nel frattempo, grazie al progressivo approfondirsi delle conoscenze sui meccanismi d'azione degli antidepressivi e sui correlati biologici dei disturbi dell'umore, a queste famiglie si sono aggiunte altre sostanze di varia struttura chimica ed attività farmacologica, definiti genericamente antidepressivi atipici o di seconda generazione.
Negli ultimi anni si stanno diffondendo i cosiddetti antidepressivi multimodali (come vortioxetina e vilazodone) che agiscono cioè su più target contemporaneamente.

## Farmacologia
Le cause biologiche dei disturbi dell’umore e dell’ansia non sono ancora completamente comprese, ma si ritiene che siano legate a modifiche nella struttura e nella chimica dei neuroni, nell'attività e nella conformazione di specifiche aree cerebrali, e nella qualità della trasmissione dell’impulso nervoso, influenzata anche dai neurotrasmettitori. Queste alterazioni potrebbero derivare da fattori genetici, farmacologici, psicologici e da condizioni patologiche, sia a livello centrale che periferico, come evidenzia, ad esempio, il legame tra la salute della flora intestinale e i fattori ormonali, immunitari e il sistema nervoso centrale. È probabile che i disturbi depressivi abbiano una causa multifattoriale, ovvero siano determinati dall’interazione di più fattori, che insieme danno origine a sintomi caratteristici del disturbo depressivo.

### Teorie sulla patofisiologia della depressione
| Ipotesi | Evidenze biologiche |
| --- | --- |
| Ipotesi monoaminergica: la depressione è causata da una diminuzione nel livello di monoammine (noradrenalina, dopamina, serotonina) nel sistema nervoso centrale. | Farmaci che incrementano la quantità di monoammine centrali (SSRI, SNRI, TCA, IMAO) possono mostrare effetto antidepressivo. La deplezione di triptofano può provocare ricadute depressive in pazienti in remissione. |
| Glutammato: la depressione coinvolge una disfunzione nel sistema glutaminergico che in ultima analisi comporta una alterazione della neuroplasticità. | Alterazioni nel livello del trasportatore di glutammato e glutammina sono stati rilevati nel plasma e nel fluido cerebrospinale di pazienti depressi. La ketamina, un antagonista dei recettori del glutammato, ha spiccata attività antidepressiva. |
| Alterazione della neuroplasticità: la depressione è causata da una compromissione nei meccanismi di plasticià cerebrale, come riduzione della neurogenesi nell'ippocampo, perdita di spine dendritiche, atrofia di dendriti e sinapsi.                                                                               | La maggior parte dei trattamenti antidepressivi si è dimostrata in grado di attivare i meccanismi di plasticità cerebrale. Nei pazienti depressi si è rilevata una diminuzione anche del 15% del volume dell'ippocampo e la riduzione della quantità di fattori neurotrofici come il BDNF. Analisi post-mortem di pazienti depressi hanno rilevato una minore densità di tessuto gliale e neuronale. Il farmaco NSI-189, che ha attività neurotrofica, ha spiccati effetti antidepressivi. |
| Bilancio colinergico/adrenergico: la depressione è associata ad una iperattività colinergica con conseguente diminuzione del tono noradrenergico. | Gli inibitori delle acetilcolinesterasi possono esacerbare sintomi depressivi. Antagonisti aceticolinici (muscarina, TCA) hanno effetto antidepressivo. |
| Oppioidi: l'anedonia, uno dei sintomi della depressione, si crede sia dovuta ad un malfunzionamento del "sistema della ricompensa" che è modulato anche dal sistema oppioide. Lo stress induce il rilascio di dinorfina, la quale attiva i recettori k-oppioidi che inibiscono a loro volta il rilascio di dopamina. | Gli agonisti k-oppioidi inducono depressione. |
| Asse ipotalamo-ipofisi: la depressione è peggiorata dalla perdita di regolazione dell'asse ipotalamo-ipofisi (HPA). | Lo stress può precipitare sintomi depressivi in alcuni pazienti. Inoltre alcuni pazienti depressi mostrano una iperattività delle ghiandole surrenali e elevata concentrazione di CRF nel fluido cerebrospinale. |
| Neuroinfiammazione: metabolismi pro-infiammatori e delle kinurenine sono attivati nel corso della depressione e contribuiscono alla sua patofisiologia. | Farmaci immunosoppressori possono indurre depressione. Pazienti con patologie infiammatorie hanno una più alta incidenza di depressione. Elevati livelli di marker infiammatori sono stati individuati nel tessuto nervoso di pazienti depressi. Gli antidepressivi sono in grado di esplicare attività antinfiammatoria. |
| GABA: la depressione è associata con una diminuita attività del sistema gabaergico nei circuiti frontali. | Alcuni pazienti con depressione mostrano diminuita quantità di GABA nel sistema nervoso centrale. Modulatori dell'attività gabaergica (neurosteroidi) sono in grado di esplicare effetti antidepressivi. |

### Approfondimento sull'ipotesi monoaminergica
L'ipotesi parte dall'osservazione empirica che esistono sostanze in grado di alterare, ad esempio al rialzo, la concentrazione di alcuni neurotrasmettitori, di imitarne l'azione o di bloccarla, per cui possono indurre cambiamenti comportamentali e del tono dell'umore. L'ipotesi monoaminergica è dunque una teoria empirica secondo cui l'origine della depressione e dei disturbi d'ansia sarebbe da ricercarsi in una diminuzione della quantità di specifici neurotrasmettitori nel cervello, in particolare le cosiddette mono ammine (serotonina, dopamina e noradrenalina). Su questa osservazione si basa attualmente il razionale d'uso della maggior parte degli antidepressivi oggi in commercio, che infatti vanno per lo più ad alterare il livello di monoammine.
Gli antidepressivi sono in grado di alterare la concentrazione di neurotrasmettitori bloccando ad esempio i processi degradativi dei neurotrasmettitori (come gli IMAO), i processi di riciclo (inibitori del reuptake), imitando l'azione dei neurotrasmettitori su alcuni particolari recettori (agonisti) o di bloccarne l'azione (antagonisti). La specificità recettoriale per un farmaco antidepressivo è sinonimo di inibitore specifico; mentre la selettività recettoriale per un farmaco antidepressivo è sinonimo di inibitore selettivo.
Tuttavia, è stato dimostrato che la sola regolazione del tono monoaminergico non è sufficiente a spiegare l'efficacia terapeutica degli antidepressivi: oltre a modulare le monoammine, questi farmaci innescano direttamente o secondariamente a tale alterazione, altre modificazioni neurochimiche responsabili probabilmente della reale azione terapeutica (come l'induzione di fattori neurotrofici o la desensibilizzazione dei recettori delle monoammine).

#### Il ruolo della noradrenalina
Il sistema noradrenergico è un sistema neurotrasmettitoriale diffuso nel SNC con funzioni prevalentemente di tipo modulatorio. I corpi cellulari dei neuroni adrenergici sono raggruppati nel ponte e midollo allungato. Questi neuroni innervano la corteccia, l'ippocampo ed il cervelletto. La noradrenalina viene rilasciata a distanza dal neurone bersaglio ed ha un ruolo nella motivazione e nell'attenzione.

#### Il ruolo della serotonina
Il sistema serotoninergico è un diffusissimo sistema neurotrasmettitoriale del SNC che parte da un nucleo relativamente piccolo di neuroni (nuclei del raphe) e si estende a numerose aree del cervello. Ha funzioni neuromodulatorie di tipo inibitorio. La serotonina oltre al ruolo nella depressione è implicata in altri disturbi come comportamenti impulsivi, aggressività, disturbi alimentari, schizofrenia, oltre ad avere un ruolo importante nella regolazione del tono dell'umore, del sonno, dell'appetito, dell'emotività e della sessualità.

#### Il ruolo della dopamina
La dopamina è strutturalmente simile alla noradrenalina. Agisce su cinque sottotipi di recettori (D1, D5; D2, D3, D4), raggruppati in due "famiglie" e tutti legati a proteine G. Ha un ruolo nella percezione della ricompensa, del piacere, della motivazione e della sessualità.

### Teoria dello "squilibrio chimico"
Alcuni studiosi sostengono che le informazioni pubblicizzate sui farmaci antidepressivi promuovano un messaggio inesatto, banalizzando ciò che fanno effettivamente: parte della critica deriva dalla invalidazione del tema che gli antidepressivi agiscano riequilibrando presunti squilibri chimici cerebrali che sarebbero la causa della depressione. Al momento però non si possono ottenere dati di laboratorio sui livelli dei neurotrasmettitori nei soggetti depressi e tali da consentirne un monitoraggio continuo durante il trattamento: rimane quindi difficile raccogliere informazioni certe sul fatto che la causa del disturbo sia dovuta a uno squilibrio chimico e se il trattamento sia in grado di ripristinare il livello di un neurotrasmettitore carente. Senza queste informazioni, la teoria che tali farmaci possano causare squilibri chimici e stati cerebrali anormali, come alcuni studi riportano, andrà ulteriormente verificata.

## Utilizzi
Nonostante il loro nome, gli antidepressivi non vengono usati solo nel trattamento dei disturbi depressivi ma si sono dimostrati efficaci nella cura di altre condizioni quali i disturbi d'ansia (ansia generalizzata ed attacchi di panico), il disturbo ossessivo compulsivo, i disturbi dell'alimentazione (anoressia e bulimia, abbuffate patologiche), il disturbo post traumatico da stress, alcuni disturbi della sfera sessuale (come l'eiaculazione precoce o i disturbi parafilici) e alcuni disturbi mediati dagli ormoni (come la dismenorrea, le vampate post-menopausa, la depressione post-partum o il disturbo disforico premestruale). Vengono comunemente abbinati ad altre classi di psicofarmaci, come altri antidepressivi, ansiolitici (ad esempio le benzodiazepine), anticonvulsivanti o neurolettici per potenziarne gli effetti o trattare contemporaneamente i diversi sintomi di un disturbo psichiatrico.
Gli antidepressivi sono talvolta utilizzati per il trattamento di altre condizioni non prettamente psichiatriche come le emicranie, il dolore cronico, l'enuresi notturna, la fibromialgia, i disturbi del sonno o della roncopatia. Avendo un numero così elevato di indicazioni terapeutiche sono letteralmente utilizzati da milioni di persone: secondo lo studio IPSAD del CNR (Italian popoulation Survey on Alcohol and other drugs) il 5,5% della popolazione italiana (cioè quasi 2,5 milioni di persone) assume antidepressivi e il loro uso è in continua crescita.
Nel trattamento della depressione maggiore e dei disturbi d'ansia, il NICE (National Institute for Health and Care Excellence, UK) raccomanda il loro uso solo quando altri interventi di tipo psicologico e comportamentale hanno fallito nel migliorare i sintomi, abbinandoli sempre alla terapia psicologica. L'esordio dell'effetto degli antidepressivi più comunemente prescritti è ritardato (2–6 settimane) e il trattamento dura in genere mesi o anni (anche dopo la risoluzione dei sintomi nell'ottica di una terapia di mantenimento e di prevenzione delle ricadute). Il loro uso dovrebbe essere limitato ai casi comprovati di depressione maggiore: infatti si è dimostrato che la loro efficacia è direttamente proporzionale alla gravità dei sintomi, non fornendo particolari benefici (rispetto al placebo) nei casi di disturbo lieve o moderato. Devono poi essere utilizzati con particolare cautela nei soggetti giovani (cioè al di sotto dei 25 anni), sia per la dubbia efficacia e sicurezza in questa classe di pazienti sia per l'aumentato rischio di suicidio.
In soggetti che non presentano disturbi depressivi, i farmaci antidepressivi non hanno alcun effetto positivo ma danno solitamente solo sgradevoli effetti collaterali, quindi non c'è generalmente il rischio di abuso di antidepressivi (almeno per quelli più comunemente prescritti). In persone affette da depressione maggiore, invece, gli antidepressivi possono migliorare il tono dell'umore, sbloccare l'inibizione psicomotoria, attivare l'appetito e moderare l'ansia. Gli antidepressivi possono limitare la tendenza di un soggetto a fare del male alle altre persone: secondo i risultati di uno studio, di fronte all'ipotetico dilemma di poter salvare cinque persone se ne avessero spinta una sesta sotto a un treno, si è mostrato che di 24 soggetti sperimentali, coloro che avevano assunto antidepressivi SSRI non erano propensi all'idea di sacrificare una persona per salvarne cinque.
Il termine antidepressivo viene talvolta applicato ad altre terapie (come la psicoterapia, tecniche di meditazione come la mindfulness, la terapia elettro-convulsiva, l'agopuntura o tecniche in sperimentazione come la stimolazione cerebrale profonda o la stimolazione magnetica) o procedimenti comportamentali (aumento dell'esposizione alla luce, regolare esercizio fisico, miglioramento degli stili di vita e sfera relazionale, manipolazione dei ritmi sonno-veglia come la privazione del sonno) che si è scoperto migliorare un umore clinicamente depresso spesso in misura comparabile a quello degli antidepressivi.

### Criteri di prescrizione
Attualmente non è possibile stabilire quale particolare alterazione del funzionamento cerebrale sia la causa di un disturbo depressivo in un dato paziente, per cui non è possibile prevedere quale sarà il farmaco più efficace per il trattamento della patologia. I diversi farmaci antidepressivi hanno mostrato una capacità all'incirca comparabile nel determinare una riduzione dei sintomi (nel caso di disturbo grave e persistente) e prevenire le ricadute depressive (rispetto al placebo) mostrando differenze significative essenzialmente nel profilo degli effetti collaterali e secondari (attivazione, sedazione, ansiolisi etc.). Sulla base di ciò la scelta dell'antidepressivo si basa principalmente sulla valutazione del suo profilo di effetti collaterali e della tollerabilità per un dato paziente, per questo la scelta ricade di norma su un SSRI\SNRI. Il trattamento viene di norma protratto per alcune settimane prima di poterne valutare l'efficacia (che si instaura e aumenta nel corso delle prime settimane di trattamento), e nel caso non dovessero esserci sostanziali miglioramenti, si può optare per un aggiustamento terapeutico (variazione del dosaggio o passaggio ad altro farmaco) seguendo il metodo del "trial and error".
Il numero di farmaci antidepressivi attualmente in commercio o in sperimentazione, è elevato: ciò riflette la notevole soggettività nella risposta terapeutica e tollerabilità ai vari farmaci, fatto testimoniato anche dalla non infrequente necessità di provare o combinare diversi farmaci prima di ottenere una risposta soddisfacente. Un protocollo terapeutico utilizzabile può essere quello suggerito dai risultati dello STAR*D Trial (Sequenced Treatment Alternatives to Relieve Depression) uno dei maggiori studi condotti sul tema che propone 4 livelli di trattamento, il primo dei quali consiste nell'assunzione di un SSRI per almeno 14 settimane. Alcuni autori ed istituzioni criticano l'uso degli SSRI\SNRI come trattamento di prima linea per la depressione a causa dello scarso rapporto tra efficacia ed effetti collaterali.

## Classi di antidepressivi
Le diverse categorie di antidepressivi hanno un meccanismo di azione molto eterogeneo e in alcuni casi non completamente delucidato, accomunato dal fatto di agire a livello del sistema nervoso centrale, dove interagendo con recettori sinaptici, proteine (come ad esempio le trasportatrici) o enzimi, determinano delle modificazioni (dirette o di adattamento) della chimica, dei meccanismi regolativi e della struttura del neurone, ma anche della struttura e attività delle aree cerebrali che generano gli effetti terapeutici.
Esistono molti composti approvati per il trattamento della depressione che possono essere classificati in base al loro meccanismo d'azione fondamentale, principalmente in inibitori del reuptake delle monoammine (che bloccano i processi di recupero di questi neurotrasmettitori), inibitori degli enzimi degradativi (come gli IMAO) e agonisti/antagonisti recettoriali (cioè dei farmaci in grado di attivare o disattivare particolari "interruttori" biologici).

### Principali farmaci antidepressivi
| Classe | Principi Attivi                                                                   |
| ------ | --------------------------------------------------------------------------------- |
| SSRI   | Citalopram, Escitalopram, Fluoxetina, Fluvoxamina, Paroxetina, Sertralina         |
| SNRI   | Duloxetina, Venlafaxina, Desvenlafaxina                                           |
| TCA    | Imipramina, Desipramina, Clomipramina, Trimipramina, Amitriptilina, Nortriptilina |
| IMAO   | Tranilcipromina, Fenelzina, Selegilina, Moclobemide                               |
| NaRI   | Reboxetina                                                                        |
| NDRI   | Bupropione                                                                        |
| NaSSA  | Mianserina, Mirtazapina                                                           |
| SARI   | Trazodone, Nefazodone                                                             |
| DRI    | Amineptina                                                                        |
| Altri  | Tianeptina, Agomelatina, Amoxapina, Maprotilina, Amisulpride, Sulpiride           |

Anche altri farmaci formalmente approvati per altri disturbi e che non rientrano nella categoria degli antidepressivi hanno un effetto antidepressivo ma i limiti del loro utilizzo (dovuti ad esempio ad uno scarso profilo di effetti collaterali, al potenziale d'abuso, alla scarsa tollerabilità nel lungo termine) hanno causato controversie circa il loro utilizzo per tale scopo ed inoltre la prescrizione per condizioni altre da quelle ufficialmente approvate (off-label) rappresenta sempre un rischio, nonostante la possibile efficacia superiore. Ad esempio alcuni antipsicotici a basso dosaggio e le benzodiazepine possono essere utilizzati per la gestione della depressione (in aggiunta ad un antidepressivo), sebbene l'uso di benzodiazepine possa causare dipendenza e quello di antipsicotici altri effetti collaterali. Gli oppioidi sono stati utilizzati per trattare la depressione maggiore fino alla fine degli anni cinquanta e le anfetamine fino alla metà degli anni sessanta. Sia gli oppioidi che le anfetamine inducono una risposta terapeutica molto veloce, mostrando risultati entro ventiquattro o quarantotto ore e i loro indici terapeutici sono maggiori di quelli degli antidepressivi triciclici. In un piccolo studio pubblicato nel 1995, l'oppioide buprenorfina si è mostrato essere un buon candidato per il trattamento della depressione grave resistente al trattamento, così come l'antitussivo destrometorfano. Recentemente altre sostanze d'abuso come la ketamina o la psilocibina, opportunamente utilizzate, hanno mostrato degli spiccati e rapidi effetti antidepressivi e i loro derivati saranno probabilmente alla base di una futura generazione di farmaci.
Anche alcuni estratti di origine naturale, spesso classificati come integratore alimentare, mostrano un effetto antidepressivo (anche se la portata del loro effetto è stata a volte messa in discussione): ad esempio l'estratto dell'erba di San Giovanni è comunemente utilizzato come antidepressivo specialmente in Europa; alcuni probiotici hanno mostrato di migliorare sintomi di ansia e depressione in trial clinici e modelli animali, mettendo in luce il collegamento tra salute intestinale e mentale; l'acetil-L-carnitina ha mostrato in uno studio un rapido effetto nel trattamento della distimia; l'adenosil metionina (SAMe) è ampiamente pubblicizzata come alternativa naturale agli antidepressivi; l'inositolo ha mostrato in uno studio un effetto ansiolitico paragonabile a quello della fluoxetina; la nicotina agisce come antidepressivo, tramite la stimolazione del rilascio di dopamina e norepinefrina e la desensibilizzazione dei recettori della nicotina a seguito della tolleranza.

### Antidepressivi tipici

#### Inibitori selettivi della ricaptazione della serotonina (SSRI)

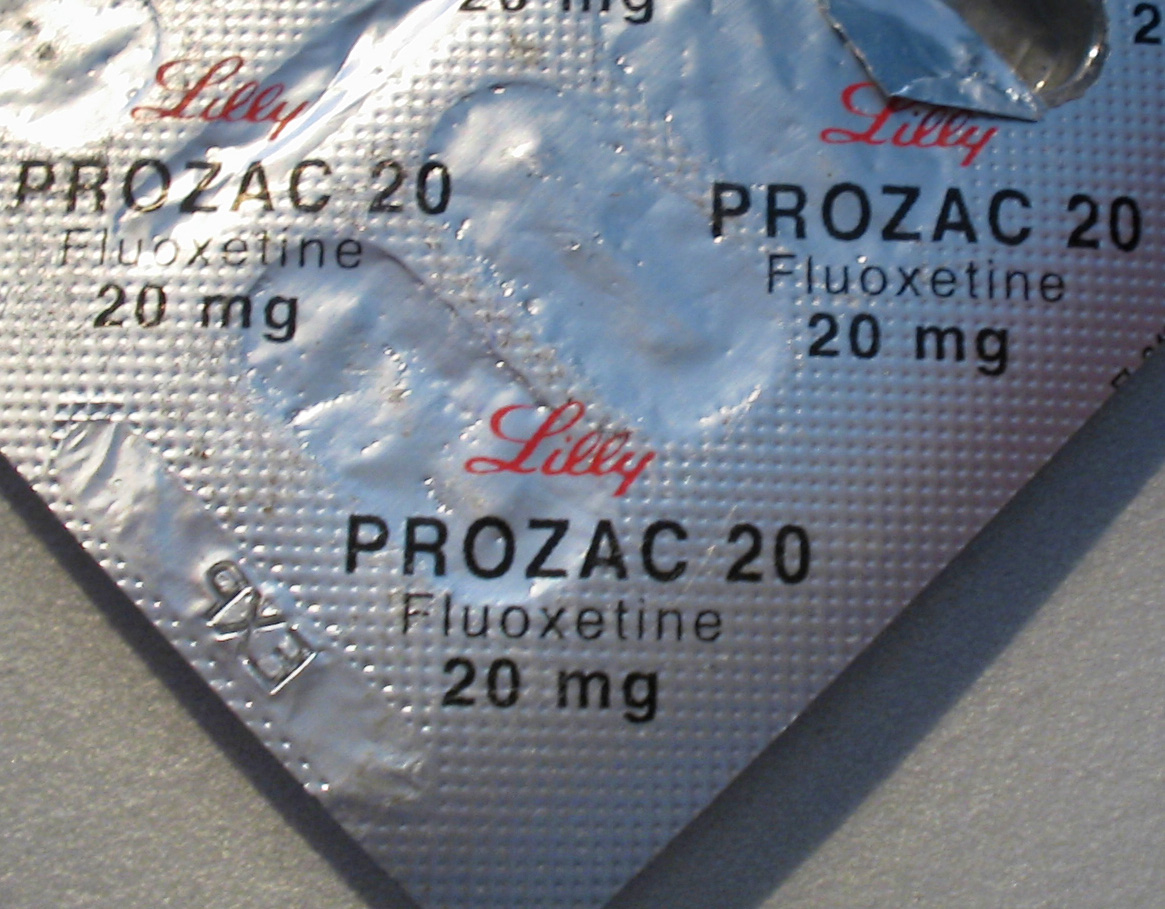
La fluoxetina (Prozac), un SSRI.

Gli inibitori selettivi della ricaptazione della serotonina, o SSRI (dall'inglese: selective serotonin reuptake inhibitor), sono una classe di antidepressivi considerati lo standard corrente per la terapia farmacologica della depressione perché caratterizzati da un favorevole profilo di effetti collaterali e da bassa tossicità. Una possibile causa (o concausa) della depressione è il quantitativo inadeguato di serotonina, un neurotrasmettitore utilizzato nel cervello anche per trasmettere segnali tra i neuroni. Si ritiene che gli SSRI funzionino aumentando la concentrazione di serotonina nelle sinapsi prevenendone la ricaptazione (un processo biologico di recupero e riciclo dei neurotrasmettitori). I primi a scoprire una SSRI, la fluoxetina, sono stati Klaus Schmiegel e Bryan Molloy della Eli Lilly. Questa classe include:
- Citalopram (Elopram, Seropram)
- Escitalopram (Cipralex, Entact)
- Fluoxetina (Prozac, Fluoxetil, Fluoxeren, Fluoxetina generica)
- Fluvoxamina (Dumirox, Fevarin, Maveral, Fluvoxamina generica)
- Paroxetina (Daparox, Sereupin, Seroxat, Paroxetina generica)
- Sertralina (Zoloft, Tatig, Serad, Sertralina generica)

Tipicamente questi antidepressivi hanno meno effetti avversi rispetto ai triciclici, oppure agli inibitori della monoamminossidasi, anche se si possono verificare effetti collaterali come sonnolenza, bocca secca, irritabilità, ansietà, insonnia, diminuzione dell'appetito e diminuzione della pulsione e capacità sessuale. Alcuni effetti collaterali possono diminuire quando una persona si abitua al farmaco ma altri effetti collaterali possono essere persistenti. Anche se più sicuri rispetto alla prima generazione di antidepressivi, gli SSRI potrebbero non funzionare per molti pazienti, con una efficacia minore rispetto alle precedenti classi di antidepressivi.
Un lavoro di due ricercatori ha messo in discussione il legame tra carenza di serotonina e sintomi della depressione, evidenziando che l'efficacia del trattamento a base di SSRI non prova tale legame. La ricerca indica che questi farmaci possono interagire con i fattori di trascrizione conosciuti come "clock genes", che possono avere un ruolo nelle proprietà di dipendenza dei farmaci (abuso di farmaci) e probabilmente nell'obesità.

#### Inibitori della ricaptazione della serotonina e della noradrenalina (SNRI)
Gli inibitori della ricaptazione della serotonina e della noradrenalina, o SNRI (dall'inglese: serotonin-norepinephrine reuptake inhibitor), sono antidepressivi che agiscono sia sul circuito della noradrenalina che su quello della serotonina, avendo perciò un meccanismo d'azione simile a quello dei triciclici ma con meno effetti collaterali. Questi tipicamente hanno effetti collaterali ed efficacia simili a quelli degli SSRI e come questi quando interrotti possono presentare una sindrome da sospensione (withdrawal syndrome) per cui si raccomanda la lenta diminuzione del dosaggio ("wash-out" del farmaco). Questa classe include:
- Duloxetina (Cymbalta, Xeristar)
- Venlafaxina (Efexor, Faxine, Zarelis)
- Desvenlafaxina (Pristiq)
- Milnacipran (Ixel)

Questi farmaci inibiscono il riassorbimento della serotonina e della noradrenalina dalle sinapsi bloccando l'attività dei rispettivi "trasportatori" (delle proteine in grado di raccoglierli dallo spazio sinaptico e trasportarli all'interno del neurone). L'inibizione del processo di ricaptazione prolunga l'effetto del neurotrasmettitore sul neurone postsinaptico, motivo per cui tali farmaci sono chiamati anche inibitori duali della ricaptazione.

#### Antidepressivi triciclici (TCA)
Gli antidepressivi triciclici, o TCA (dall'inglese: tricyclic antidepressant), sono la classe più vecchia di farmaci antidepressivi dopo gli IMAO che, storicamente, furono i primi in assoluto. I triciclici bloccano la ricaptazione di alcuni neurotrasmettitori come la noradrenalina e la serotonina. Attualmente vengono usati meno comunemente a causa dello sviluppo di farmaci più selettivi e con meno effetti collaterali. Molti di questi farmaci, inoltre, interagiscono con recettori neurotrasmettitoriali tra cui i colinergici muscarinici, i recettori serotoninergici e i recettori istaminici.
I triciclici includono:
- Imipramina (Tofranil)
- Desipramina (Nortimil)
- Clomipramina (Anafranil)
- Trimipramina (Surmontil)
- Amitriptilina (Laroxyl)
- Nortriptilina (Noritren)

#### Inibitori delle monoammino ossidasi (IMAO)
Gli inibitori delle monoammino ossidasi, o IMAO (dall'inglese: monoamine oxidase inhibitor), sono stati tra i primi antidepressivi ad essere scoperti. Pur mostrando un'elevata efficacia terapeutica, spesso sono utilizzati solo come trattamento di seconda linea quando altri farmaci antidepressivi si rivelano inefficaci dal momento che esistono interazioni potenzialmente anche gravi tra questa classe di medicamenti e alcuni cibi o farmaci (cioè quelli contenenti amine simpaticomimetiche come la tiramina, contenuta particolarmente nei cibi stagionati come alcuni formaggi e nel vino rosso).
Comunque queste precauzioni non si applicano a una nuova formulazione in cerotto transdermico di selegilina, che grazie al fatto di bypassare il metabolismo epatico non è mai stato correlato all'induzione di tachicardia e di crisi ipertensive. Inoltre non si applicano agli IMAO di nuova generazione detti inibitori reversibili della monoammino ossidasi A (RIMA) di cui fanno parte moclobemide e toloxatone.
I farmaci IMAO includono:
- Tranilcipromina (Parnate)
- Fenelzina (Nardil)
- Selegilina (Eldepryl, Emsam)
- Moclobemide (Aurorix, Manerix)

### Antidepressivi atipici

#### Inibitori della ricaptazione della noradrenalina (NaRI)
Gli inibitori della ricaptazione della noradrenalina, o NaRI (dall'inglese: noradrenaline reuptake inhibitor), agiscono incrementando la trasmissione noradrenergica mediante il blocco del trasportatore (e quindi del reuptake) della noradrenalina (nota anche come norepinefrina). Alcuni studi indicano che i NaRI abbiano effetti positivi sulla capacità di concentrazione mentale e in particolare sulla motivazione. Questi includono:
- Atomoxetina (Strattera)
- Reboxetina (Davedax, Edronax)
- Viloxazina (Vivalan)
- Mazindolo (Mazanor, Sanorex)

Alcuni di questi (come l'atomoxetina) sono specificatamente approvati per il trattamento dei deficit di attenzione, la reboxetina è utilizzata anche per il trattamento del dolore neuropatico, mentre la viloxazina mostra risultati promettenti nel trattamento dell'enuresi notturna e della narcolessia. La loro efficacia nel trattamento della depressione (rispetto ad altre classi di antidepressivi) è stata però oggetto di critiche.

#### Inibitori della ricaptazione della noradrenalina e della dopamina (NDRI)
Gli inibitori della ricaptazione della noradrenalina e della dopamina, o NDRI (dall'inglese: norepinephrine-dopamine reuptake inhibitor), diminuiscono la ricaptazione neuronale della dopamina e della noradrenalina. Questi includono:
- Bupropione (Elontril, Wellbutrin, Zyban)
- Metilfenidato (Ritalin, Concerta)

Il metilfenidato è approvato per il trattamento del deficit di attenzione ed iperattività. Sono preferiti nelle forme depressive caratterizzate da astenia ed ipersonnia, rallentamento cognitivo e quando gli effetti collaterali di altre classi di antidepressivi, come ad esempio di aumento di peso e disfunzioni sessuali, risultano intollerabili.

#### Antidepressivi specifici noradrenergici e serotoninergici (NaSSA)
Gli antidepressivi specifici noradrenergici e serotoninergici, o NaSSA (dall'inglese: noradrenergic and specific serotonergic antidepressant), costituiscono una classe di antidepressivi che si crede diano luogo ad un aumento della neurotrasmissione noradrenergica (noradrenalina) e serotoninergica (serotonina) grazie al blocco dei recettori adrenergici presinaptici alfa-2 e al contemporaneo blocco di alcuni recettori della serotonina. Possono presentare effetti collaterali come sonnolenza, aumento dell'appetito e di peso.
- Mianserina (Lantanon)
- Mirtazapina (Remeron)

#### Antagonisti della serotonina e inibitori della ricaptazione (SARI)
Gli antagonisti della serotonina e inibitori della ricaptazione, o SARI (dall'inglese: serotonin antagonist and reuptake inhibitors), agiscono come potenziatori dell'attività serotoninergica (attraverso il blocco del reuptake) ma bloccando o attivando contemporaneamente alcuni sottotipi recettoriali.
- Trazodone (Trittico)
- Nefazodone (Serzone)
- Vilazodone (Viibryd)
- Vortioxetina (Brintellix)

#### Inibitori della ricaptazione della dopamina (DRI)
Gli inibitori della ricaptazione della dopamina, o DRI (dall'inglese: dopamine reuptake inhibitor), aumentano le concentrazioni sinaptiche di dopamina bloccandone il processo di ricaptazione.
- Amineptina (Maneon, Directim, Survector)

#### Meccanismo vario
Hanno un meccanismo d'azione complesso e multifattoriale che non è stato completamente chiarito ma sembra essere dovuto all'interazione con il sistema oppioide ed una attivazione dei meccanismi di ricaptazione della serotonina (SSRE).
- Tianeptina (Stablon, Coaxil, Tatinol)

#### Agonisti melatonergici
Agiscono attivando i recettori della melatonina, e in misura minore, agiscono su altri target neuronali.
- Agomelatina (Valdoxan, Thymanax, Melitor)

#### Antidepressivi che potenziano l'attività dopaminergica
Alcuni antipsicotici a basse dosi potenziano l'attività dopaminergica invece di inibirla, risultando in un'attività antidepressiva ed ansiolitica.
- Amisulpride (Deniban)
- Sulpiride (Dobren)

Gli agonisti dopaminergici non sono specificatamente approvati per il trattamento della depressione ma hanno mostrato potenziale antidepressivo in diversi studi.
- Pramipexolo
- Ropinirolo
- Piribedil

### Farmaci potenzianti l'effetto antidepressivo
L'efficacia terapeutica di alcuni antidepressivi può essere aumentata dall'associazione con altri farmaci. In alcuni casi, l'interazione tra questi farmaci ha un effetto sinergico, cioè superiore alla semplice somma degli effetti dei singoli composti.
I principali farmaci utilizzati per il potenziamento dell'effetto antidepressivo includono:
- Ansiolitici
- Antipsicotici
- Antidepressivi
- Stabilizzatori dell'umore e anticonvulsivanti
- Psicostimolanti
- Ormoni tiroidei e altri agenti endocrini
- Agenti anti-infiammatori e sostanze di origine naturale

Gli ansiolitici, in particolare le benzodiazepine, possono essere prescritti in associazione agli antidepressivi per ridurre sintomi di ansia e insonnia, soprattutto nelle prime fasi del trattamento con SSRI o SNRI, quando l'ansia può temporaneamente peggiorare. Tuttavia, a causa del rischio di dipendenza e tolleranza, l'uso delle benzodiazepine è generalmente limitato al breve termine. Un'alternativa è il buspirone, un ansiolitico atipico che ha mostrato potenziali benefici nel potenziare l'effetto degli SSRI senza significativi effetti collaterali aggiuntivi.
Gli antipsicotici di seconda generazione come il risperidone, l'olanzapina e la quetiapina possono essere impiegati nei casi di depressione resistente al trattamento. Il loro utilizzo può infatti migliorare la risposta terapeutica e modulare sintomi concomitanti come ansia, irritabilità o sintomi psicotici. Possono inoltre essere somministrati in dosi subterapeutiche per aumentare la concentrazione plasmatica di un antidepressivo. In passato, la combinazione di antidepressivi triciclici/IMAO con antipsicotici di prima generazione era comune specie per le forme resistenti ad altri trattamenti e formulazioni a base di Amitriptilina+Perfenazina (Mutabon) e Trianilcipromina+Trifluoperazina (Parmodalin) sono disponibili commercialmente. Tuttavia tali farmaci comunque, in particolare a dosaggi elevati, possono causare effetti collaterali importanti come offuscamento della vista, spasmi muscolari, irrequietezza, discinesia tardiva e aumento di peso per questo tali combinazioni, nonostante la loro comprovata efficacia, sono considerate degli approcci di seconda linea. Farmaci più nuovi, come l'aripiprazolo, sono perciò attualmente più utilizzati anche se la sicurezza ed efficacia di queste combinazioni essere ancora approfonditamente studiata.
Comuni sono le combinazioni tra diversi antidepressivi per potenziarne sinergicamente l'efficacia. Ad esempio, basse dosi di un antidepressivo sedativo come il trazodone possono essere aggiunte a un SSRI per trattare l'insonnia, mentre il bupropione può essere associato a un SSRI per contrastare effetti collaterali come disfunzioni sessuali o sedazione eccessiva. Una combinazione usata particolarmente in Canada per la depressione resistente è quella di mirtazapina e venlafaxina (chiamata informalmente "California rocket fuel"). Anche l'associazione di IMAO con triciclici (come tranilcipromina con amitriptilina) è impiegata in casi selezionati. A volte dosi subterapeutiche di un antidepressivo, come ad esempio di nortriptilina, desipramina o fluoxetina, possono essere aggiunte per inibire alcuni enzimi epatici (principalmente il CYP2D6) e aumentare quindi le concentrazioni plasmatiche di un altro farmaco utilizzato a dosaggio pieno e metabolizzato da questo enzima, come la venlafaxina o alcuni triciclici.
Gli stabilizzanti dell'umore come il litio o alcuni anticonvulsivanti, come carbamazepina (Tegretol), valproato di sodio (Epilim) e lamotrigina (Lamictal), sono spesso associati ai farmaci antidepressivi specie nel trattamento del disturbo bipolare. Litio e lamotrigina sono inoltre stati studiati e utilizzati per aumentare gli effetti antidepressivi nel trattamento della depressione unipolare resistente.
Gli psicostimolanti come metilfenidato (Ritalin), modafinil (Provigil) e anfetamine (Adderall) possono essere impiegati nei pazienti con sintomi di anedonia, ipersonnia, scarsa motivazione e disfunzioni sessuali, comuni nel caso della depressione atipica. In particolare il Modafinil è unico per effetti sul sonno: aumenta infatti l'attenzione e riduce la sonnolenza quando il paziente è nello stato attivo, senza inibire il normale sonno. Tuttavia, il loro utilizzo deve essere attentamente monitorato per evitare effetti avversi, specialmente nei pazienti con disturbo bipolare, poiché possono indurre episodi maniacali.
Diversi ormoni sono stati sperimentati in combinazione con un farmaco antidepressivo per potenziarne gli effetti. In particolare la tireoiodina, un ormone tiroideo, può essere somministrata in pazienti con depressione refrattaria ad altri trattamenti, in aggiunta ad un farmaco antidepressivo, anche se la funzionalità tiroidea è nella norma: tale combinazione è più efficace dell'aggiunta di litio. Analogamente, anche ormoni sessuali come il testosterone o agenti che agiscono sui glucocorticoidi possono venire utilizzati allo scopo.
Recenti ricerche, effettuate a partire dalla teoria infiammatoria della patogenesi dei disturbi depressivi, hanno indagato l'effetto dell'aggiunta di un anti-infiammatorio come i FANS, alcuni corticosteroidi o l'antibiotico minociclina ad un antidepressivo, dimostrando un'efficacia superiore di queste combinazioni rispetto al solo antidepressivo. Inoltre, alcuni composti naturali, come acidi grassi Omega-3, SAMe, acido folico, inositolo, zinco, magnesio e vitamine del gruppo B, sono stati studiati per il loro possibile ruolo nel potenziamento dell'effetto antidepressivo, sebbene siano necessarie ulteriori conferme scientifiche.

### Antidepressivi in studio
- Ketamina: tale sostanza, in opportuni dosaggi, ha mostrato un rapido (40 minuti) e significativo effetto antidepressivo.
- Psilocibina: la psilocibina è il principale componente attivo di alcuni funghi allucinogeni ed è stato trovato generare, se utilizzata correttamente, un rapido e costante effetto antidepressivo, ansiolitico e di miglioramento complessivo della qualità percepita di vita.[103]
- NSI-189: è un farmaco che si è visto in grado stimolare la neurogenesi ippocampale (l'atrofia dei meccanismi di neurogenesi si ritiene sia una delle cause della depressione) e ha mostrato spiccati effetti antidepressivi.
- Ormone stimolante il TSH (Tyreotropin Releasing Hormone): sono allo studio da parte dell'esercito USA degli spray nasali di tale composto che si è visto in grado esplicare un rapido effetto anti suicidario ed antidepressivo da utilizzare nelle crisi acute.[104]

### Composti di derivazione naturale ad azione antidepressiva
- SAMe (Samyr): è un intermedio fondamentale nella biosintesi di molti neurotrasmettitori. La sua assunzione (a dosaggi superiori a 400 mg\giorno) ha mostrato in alcuni studi di generare un effetto antidepressivo ed ansiolitico, specie nei confronti delle forme atipiche.[105]
- Acetil-L-carnitina: è un derivato amminoacidico che si è dimostrato interagire con i recettori del glutammato e attivare l'espressione di alcune proteine. In alcuni studi ha mostrato degli effetti nel trattamento della distimia (a dosaggi di 6 grammi\giorno).[106]
- Erba di San Giovanni: il decotto è conosciuto da secoli nella medicina tradizionale come antidepressivo e ristorativo. I suoi componenti attivi (come l'iperforina) si sono dimostrati in grado di inibire il reuptake delle monoammine con un meccanismo diverso dagli SSRI e di interagire con numerosi altri target neuronali.
- 5-HTP: è il precursore biosintetico della serotonina. Degli studi hanno dimostrato come la sua integrazione (a dosaggi opportuni) abbia un effetto antidepressivo ed ansiolitico.[107]
- Cloruro di rubidio (Rubinorm): questo sale inorganico è commercializzato, specie in alcuni stati europei, come antidepressivo efficace nelle forme in cui prevale mancanza di energia ed apatia, a dosaggi di 180–720 mg. Si è visto incrementare i livelli di dopamina e noradrenalina.[108][109]
- Magnesio: uno studio in doppio cieco pubblicato nel 2017 conclude che l'integrazione di magnesio (pari a 248 mg al giorno di magnesio elementare o 500 mg di magnesio cloruro) è stato trovato avere un rapido effetto antidepressivo ed ansiolitico senza significativi effetti collaterali, anche in associazione a farmaci antidepressivi.[110]
- Zinco: l'integrazione di zinco (ad un dosaggio equivalente a circa 25 mg al giorno di zinco elementare) ad un trattamento antidepressivo si è dimostrato in grado di diminuire i sintomi di depressione nei pazienti resistenti al trattamento, ma di comportare solo un lieve miglioramento dei sintomi se utilizzato da solo.[111]
- Inositolo: ha efficacia nel trattamento della depressione (a dosaggi superiori a 12 g/giorno) e in degli studi ha mostrato una diminuzione statisticamente significativa rispetto al placebo del punteggio delle scale di valutazione dei sintomi depressivi. Alcuni pazienti che non hanno risposto al trattamento con inositolo hanno trovato beneficio con un SSRI, ma l'aggiunta di inositolo ad un SSRI non sembra fornire benefici aggiuntivi all'effetto dell'antidepressivo.[112]
- Nicotina: la nicotina agisce come antidepressivo[76] tramite la stimolazione del rilascio di dopamina e noradrenalina; in aggiunta, la nicotina sembra esercitare un effetto antidepressivo per mezzo della desensibilizzazione dei recettori della nicotina a seguito della tolleranza.[77] Alcune sperimentazioni cliniche hanno dimostrato che la nicotina (somministrata tramite cerotti transdermici) esercita un effetto antidepressivo sia nei non fumatori depressi sia nei fumatori e che può essere presa in considerazione per il trattamento di depressione resistente. L'ipotesi che l'utilizzo cronico di nicotina causi desensibilizzazione dei recettori nicotinici, causando quindi un effetto antidepressivo, è in linea con la prima teoria proposta oltre 30 anni fa e le successive ricerche hanno confermato come un'eccessiva attività di acetilcolina nel cervello possa indurre sintomi depressivi. Anche la vareniclina, un farmaco che agisce sui recettori della nicotina utilizzato per eliminare la dipendenza da nicotina, ha mostrato proprietà antidepressive.[113]
- Agmatina: in un piccolo studio pilota condotto nel 2013 presso l'università di Cambridge, dei pazienti sono stati trattati con 2-3 grammi al giorno di agmatina, un neurotrasmettitore endogeno che agisce su un ampio numero di recettori, tra cui quelli del glutammato: tutti hanno sperimentato una remissione dei sintomi depressivi.[114]
- Feniletilammina: la feniletilammina è un neurotrasmettitore endogeno che quando rilasciato è in grado di indurre sensazioni positive. Tuttavia quando introdotto con la dieta viene rapidamente degradato da appositi enzimi. In degli studi è stato perciò combinato con la selegilina, un inibitore degli enzimi degradativi MAO-B, dove ha esplicato rapidi (pochi giorni) e sostenuti (oltre un anno) effetti antidepressivi senza apparentemente causare effetti collaterali rilevanti.[115][116]

## Nutraceutici
Una metanalisi di 40 studi ha evidenziato che 
omega-3 (EPA e etil-EPA), S-adenosilmetionina, metil folato e vitamina D potenziano l’attività dei farmaci antidepressivi.